# Freie Presbyterianische Kirche

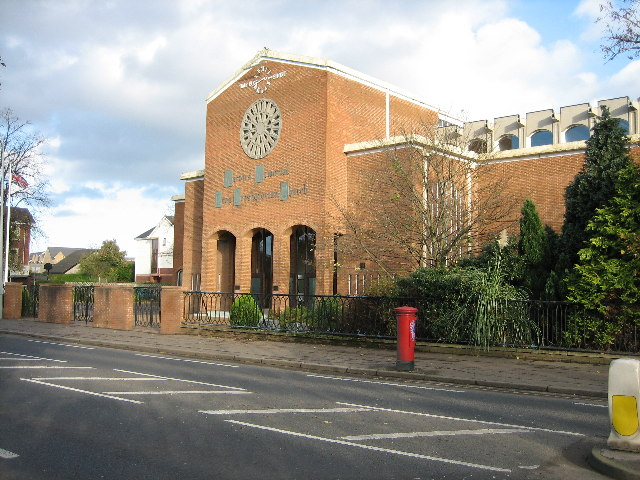
Die Freie Presbyterianische Martyrs' Memorial Church in Belfast, worin Ian Paisley predigte

Die Freie Presbyterianische Kirche Ulsters (Free Presbyterian Church of Ulster) ist eine reformierte Freikirche. 60 ihrer weltweit etwa 100 Gemeinden befinden sich in Nordirland.
Die Kirche versteht sich als presbyterianisch, steht aber in Opposition zur Presbyterianischen Kirche von Irland, von der sie sich in den 1950er Jahren abgespalten hat. Sie hängt organisatorisch nicht mit der Freien Presbyterianischen Kirche Schottlands zusammen, die sich bereits 1893 von der schottischen presbyterianischen Kirche getrennt hat; beide Kirchen stimmen in ihren Lehren aber weithin überein.
An der Gründung der Freien Presbyterianischen Kirche wirkte maßgeblich der Pfarrer und Politiker Ian Paisley mit, der im Nordirland-Konflikt als radikaler Vertreter der Unionisten bekannt geworden ist. Zusätzlich zu seiner Funktion als Oberhaupt der Glaubensgemeinschaft wirkte er bis 2008 auch als Vorsitzender der Democratic Unionist Party (DUP). Kritiker betrachten die Freikirche daher als „DUP beim Gebet“. 2012 trat Paisley auch von seinem geistlichen Amt zurück.

## Geschichte
Der Anlass für die Gründung der Glaubensgemeinschaft im Jahr 1951 war nach ihrer eigenen Darstellung das Verbot der presbyterianischen Kirchenbehörden der nordirischen Grafschaft Down, in einem Kirchensaal der Gemeinde von Crossgar eine Evangelisation zu veranstalten. Daraufhin hätten die Gemeindeältesten sich von der presbyterianischen Kirche losgesagt und mit Unterstützung des damaligen Gastpredigers Paisley und seines Kollegen George Stears die Freikirche gegründet. Mittlerweile gibt es Gemeinden oder Vertretungen unter anderem auch in den USA, der Republik Irland, Spanien und Deutschland.

## Lehre und Besonderheiten
Die Lehre der Freien Presbyterianer ist geprägt von reformatorischen Positionen. Die Kirche sieht sich selbst als reformiert in der Tradition von Johannes Calvin, John Knox und den englischen und amerikanischen Puritanern. Sie legt unter anderem Wert auf die Autorität der Bibel, die Heiligung des Sonntags und den Verzicht auf Alkohol, Glücksspiel und Tanz. Homosexualität gilt als Sünde. Infolge einer stark antikatholischen und antiliberalen Haltung wird die Ökumene entschieden abgelehnt. Die Gemeinden praktizieren sowohl Kindes- als auch Erwachsenentaufe. Frauen dürfen weder priesterliche Dienste leisten noch kirchliche Ämter bekleiden. In den Gottesdiensten müssen sie Kopfbedeckungen tragen.